# Vice-président de l'État plurinational de Bolivie
Le vice-président de l'État plurinational de Bolivie (en espagnol : Vicepresidente del Estado Plurinacional de Bolivia) est la deuxième position politique d'importance en Bolivie. Il agit également comme président de l'Assemblée législative plurinationale. Avant 2010, son titre était vice-président de la république de Bolivie.
Le vice-président est premier dans l'ordre de succession constitutionnelle et remplace le président en son absence définitive ou tout autre empêchement. 
Au cours de l'histoire bolivienne, cinq présidents le sont devenus par succession constitutionnelle, soit José Luis Tejada, Mamerto Urriolagoitía, Luis Adolfo Siles Salinas, Jorge Quiroga Ramírez et Carlos D. Mesa Gisbert.

## Système électoral
Le vice-président est élu au suffrage universel, obligatoire, direct, libre et secret. Au même titre que le candidat à la présidence de l'État, le candidat à la vice-présidence est élu au premier tour s'il remporte 50 % des voix valides ou 40 % des voix valides avec une différence d'au moins 10 % avec le second candidat ayant obtenu le plus de voix. Un deuxième tour sera nécessaire si aucun candidat d'une élection ne rencontre ces conditions. Le président et le vice-président sont élus simultanément. 
Pour y être éligible, le candidat à la vice-présidence doit remplir les conditions générales d'accès à la fonction publique, être âgé de 30 ans le jour du scrutin et avoir résidé de façon permanente en Bolivie au moins durant cinq ans immédiatement avant l'élection. 
Le mandat du vice-président est de cinq ans et il peut être réélu consécutivement une seule fois.

## Fonctions

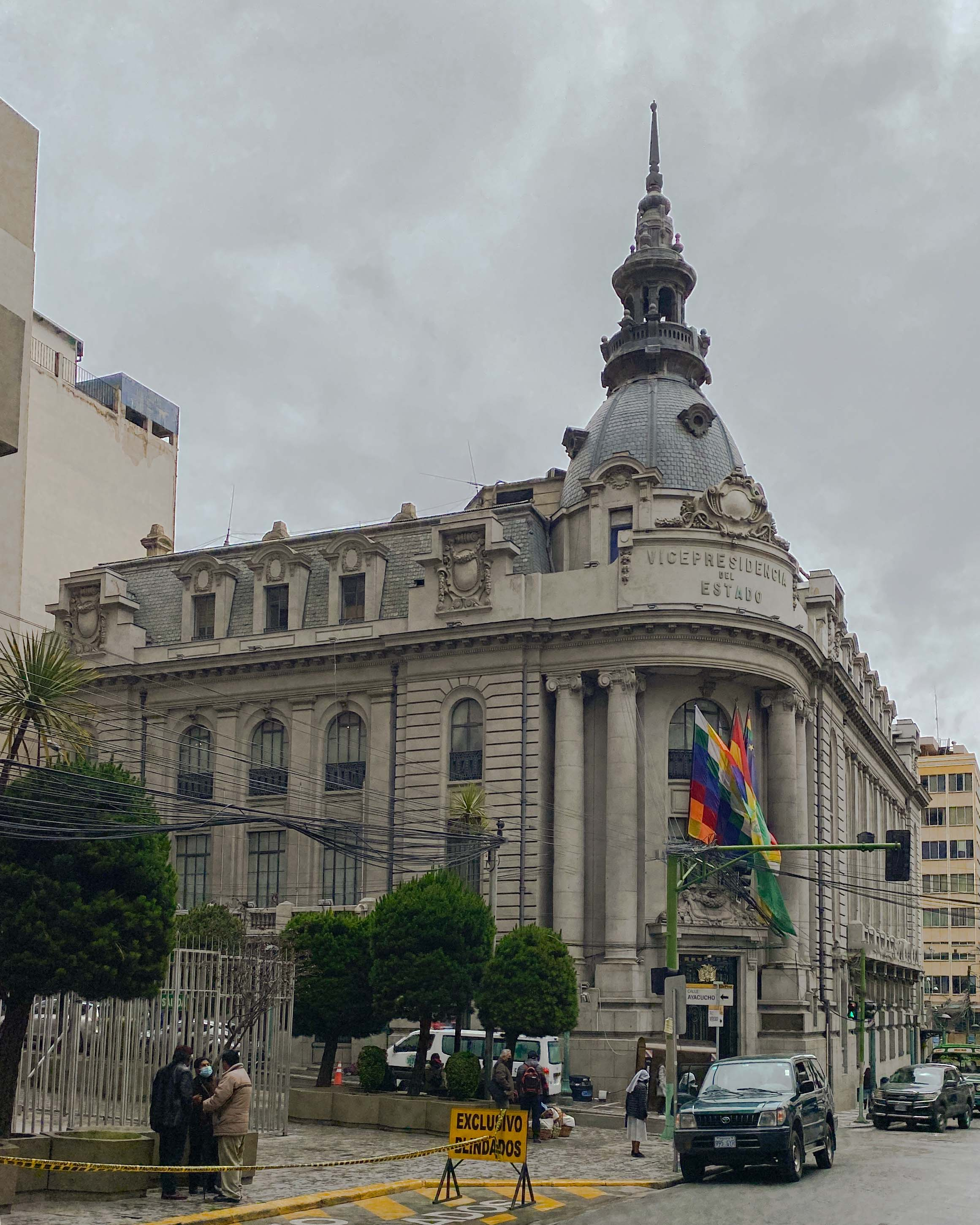
Le Palais Vice-Présidentiel à La Paz

En plus de son rôle de président de l'Assemblée législative plurinationale, il est du ressort du vice-président de remplacer le président de l'État pour toute absence définitive ou absence temporaire n'excédant 90 jours. 
Si le président de l'État a fait l'objet d'une révocation de mandat par les membres de l'Assemblée législative, le vice-président occupe ses fonctions, mais doit convoquer de nouvelles élections pour la présidence de l'État dans les 90 jours de la révocation.  
Outre ces fonctions, la Constitution de 2009 prévoit également que le président doit remplir les fonctions suivantes: 
- Coordonner les relations entre le pouvoir exécutif, l'Assemblée législative plurinationale et les gouvernements autonomes;
- Participer aux sessions du Conseil des ministres;
- Aider le président de l'État à diriger la politique générale du gouvernement;
- Participer conjointement avec le président de l’État à la formulation de la politique étrangère et effectuer des missions diplomatiques.

## Liste des vice-présidents

### Double vice-présidence (1880-1921)
| Titre                                    | no                                       | Portrait                                 | Nom                                      | Mandat                                   | Mandat                                   | Parti                                    | Parti                                    | Élection                                 | Président                            | Notes | R.     |
| Titre                                    | no                                       | Portrait                                 | Nom                                      | Début                                    | Fin                                      | Parti                                    | Parti                                    | Élection                                 | Président                            | Notes | R.     |
| ---------------------------------------- | ---------------------------------------- | ---------------------------------------- | ---------------------------------------- | ---------------------------------------- | ---------------------------------------- | ---------------------------------------- | ---------------------------------------- | ---------------------------------------- | ------------------------------------ | --- | ------ |
| Vacant 28 octobre 1880 – 31 mai 1880     | Vacant 28 octobre 1880 – 31 mai 1880     | Vacant 28 octobre 1880 – 31 mai 1880     | Vacant 28 octobre 1880 – 31 mai 1880     | Vacant 28 octobre 1880 – 31 mai 1880     | Vacant 28 octobre 1880 – 31 mai 1880     | Vacant 28 octobre 1880 – 31 mai 1880     | Vacant 28 octobre 1880 – 31 mai 1880     | Vacant 28 octobre 1880 – 31 mai 1880     | Narciso Campero                      | La Constitution de 1880 incorpore la double vice-présidence.                                                       |        |
| 1er vice-président                       | 4                                        |                                          | Aniceto Arce (1824–1906)                 | 31 mai 1880                              | 11 mars 1881                             |                                          | Conservateur                             | —                                        | Narciso Campero                      | Nommé par le Congrès national à la vice-présidence pour quatre ans. Condamné au bannissement par Narciso Campero.  | [ 12 ] |
| 1er vice-président                       | Vacant 11 mars 1881 – 4 septembre 1884   |                                          |                                          |                                          |                                          |                                          |                                          | —                                        | Narciso Campero                      | |        |
| 2e vice-président                        | 5                                        |                                          | Belisario Salinas Belzu (1833–1893)      | 31 mai 1880                              | 4 septembre 1884                         |                                          | Conservateur                             | —                                        | Narciso Campero                      | Nommé par le Congrès national à la vice-présidence pour quatre ans.                                                | [ 13 ] |
|                                          |                                          |                                          |                                          |                                          |                                          |                                          |                                          |                                          |                                      | |        |
| 1er vice-président                       | 6                                        |                                          | Mariano Baptista (1832–1907)             | 4 septembre 1884                         | 15 août 1888                             |                                          | Démocrate                                | 1884                                     | Gregorio Pacheco                     | | [ 14 ] |
| 2e vice-président                        | 7                                        |                                          | Jorge Oblitas (1831–1900)                | 4 septembre 1884                         | 15 août 1888                             |                                          | Démocrate                                | 1884                                     | Gregorio Pacheco                     | | [ 15 ] |
|                                          |                                          |                                          |                                          |                                          |                                          |                                          |                                          |                                          |                                      | |        |
| 1er vice-président                       | 8                                        |                                          | José Manuel del Carpio (?–?)             | 15 août 1888                             | 4 août 1892                              |                                          | Conservateur                             | 1888                                     | Aniceto Arce                         | | [ 16 ] |
| 1er vice-président                       | Vacant 4 août 1892 – 11 août 1892        |                                          |                                          |                                          |                                          |                                          |                                          | 1888                                     | Aniceto Arce                         | |        |
| 2e vice-président                        | 9                                        |                                          | Serapio Reyes Ortiz (1822–1900)          | 15 août 1888                             | 11 août 1892                             |                                          | Conservateur                             | 1888                                     | Aniceto Arce                         | | [ 17 ] |
|                                          |                                          |                                          |                                          |                                          |                                          |                                          |                                          |                                          |                                      | |        |
| 1er vice-président                       | 10                                       |                                          | Severo Fernández (1849–1925)             | 11 août 1892                             | 19 août 1896                             |                                          | Conservateur                             | 1892                                     | Mariano Baptista                     | | [ 18 ] |
| 2e vice-président                        | –                                        |                                          | Juan Federico Zuazo (1825–1892)          | Décédé avant de prendre ses fonctions    | Décédé avant de prendre ses fonctions    |                                          | Conservateur                             | 1892                                     | Mariano Baptista                     | |        |
|                                          |                                          |                                          |                                          |                                          |                                          |                                          |                                          |                                          |                                      | |        |
| 1er vice-président                       | 11                                       |                                          | Rafael Peña de Flores (1822–1901)        | 19 août 1896                             | 12 avril 1899                            |                                          | Conservateur                             | 1896                                     | Severo Fernández                     | Chassé du pouvoir par la Révolution fédérale de 1899.                                                              | [ 19 ] |
| 2e vice-président                        | 12                                       |                                          | Jenaro Sanjinés Calderón (1843–1913)     | 19 août 1896                             | 12 avril 1899                            |                                          | Conservateur                             | 1896                                     | Severo Fernández                     | Chassé du pouvoir par la Révolution fédérale de 1899.                                                              | [ 20 ] |
|                                          |                                          |                                          |                                          |                                          |                                          |                                          |                                          |                                          |                                      | |        |
| Vacant 12 avril 1899 – 25 octobre 1899   | Vacant 12 avril 1899 – 25 octobre 1899   | Vacant 12 avril 1899 – 25 octobre 1899   | Vacant 12 avril 1899 – 25 octobre 1899   | Vacant 12 avril 1899 – 25 octobre 1899   | Vacant 12 avril 1899 – 25 octobre 1899   | Vacant 12 avril 1899 – 25 octobre 1899   | Vacant 12 avril 1899 – 25 octobre 1899   | Vacant 12 avril 1899 – 25 octobre 1899   | Junta Federal de Gobierno (es)       | |        |
|                                          |                                          |                                          |                                          |                                          |                                          |                                          |                                          |                                          |                                      | |        |
| 1er vice-président                       | 13                                       |                                          | Lucio Pérez Velasco (1854–1904)          | 25 octobre 1899                          | 24 janvier 1903                          |                                          | Libéral                                  | —                                        | José Manuel Pando                    | Nommé par le Congrès national à la vice-présidence pour quatre ans. Condamné au banissement par José Manuel Pando. | [ 21 ] |
| 1er vice-président                       | Vacant 24 janvier 1903 – 14 août 1904    |                                          |                                          |                                          |                                          |                                          |                                          | —                                        | José Manuel Pando                    | |        |
| 2e vice-président                        | 14                                       |                                          | Aníbal Cavriles Cabrera (1854–1924)      | 25 octobre 1899                          | 14 août 1904                             |                                          | Libéral                                  | —                                        | José Manuel Pando                    | Nommé par le Congrès national à la vice-présidence pour quatre ans.                                                | [ 22 ] |
|                                          |                                          |                                          |                                          |                                          |                                          |                                          |                                          |                                          |                                      | |        |
| 1er vice-président                       | 15                                       |                                          | Eliodoro Villazón (1848–1939)            | 14 août 1904                             | 12 août 1909                             |                                          | Libéral                                  | 1904                                     | Ismael Montes                        | | [ 23 ] |
| 2e vice-président                        | 16                                       |                                          | Valentín Abecia Ayllón (1846–1910)       | 14 août 1904                             | 12 août 1909                             |                                          | Libéral                                  | 1904                                     | Ismael Montes                        | | [ 24 ] |
|                                          |                                          |                                          |                                          |                                          |                                          |                                          |                                          |                                          |                                      | |        |
| 1er vice-président                       | 17                                       |                                          | Macario Pinilla Vargas (1855–1927)       | 12 août 1909                             | 14 août 1913                             |                                          | Libéral                                  | 1909                                     | Eliodoro Villazón                    | | [ 25 ] |
| 2e vice-président                        | 18                                       |                                          | Juan Misael Saracho (1857–1915)          | 12 août 1909                             | 14 août 1913                             |                                          | Libéral                                  | 1909                                     | Eliodoro Villazón                    | | [ 26 ] |
|                                          |                                          |                                          |                                          |                                          |                                          |                                          |                                          |                                          |                                      | |        |
| 1er vice-président                       | (18)                                     |                                          | Juan Misael Saracho (1857–1915)          | 14 août 1913                             | 1er octobre 1915                         |                                          | Libéral                                  | 1913                                     | Ismael Montes                        | Décédé en fonction.                                                                                                | [ 26 ] |
| 1er vice-président                       | Vacant 1er octobre 1915 – 15 août 1917   |                                          |                                          |                                          |                                          |                                          |                                          | 1913                                     | Ismael Montes                        | |        |
| 2e vice-président                        | 19                                       |                                          | José Carrasco Torrico (1863–1921)        | 14 août 1913                             | 15 août 1917                             |                                          | Libéral                                  | 1913                                     | Ismael Montes                        | | [ 27 ] |
|                                          |                                          |                                          |                                          |                                          |                                          |                                          |                                          |                                          |                                      | |        |
| 1er vice-président                       | 20                                       |                                          | Ismael Vázquez Virreira (1865–1930)      | 15 août 1917                             | 12 juillet 1920                          |                                          | Libéral                                  | 1917                                     | José Gutiérrez Guerra                | Chassé du pouvoir par un coup d'État.                                                                              | [ 28 ] |
| 2e vice-président                        | 21                                       |                                          | José Santos Quinteros (1865–1951)        | 15 août 1917                             | 12 juillet 1920                          |                                          | Libéral                                  | 1917                                     | José Gutiérrez Guerra                | Chassé du pouvoir par un coup d'État.                                                                              | [ 29 ] |
|                                          |                                          |                                          |                                          |                                          |                                          |                                          |                                          |                                          |                                      | |        |
| Vacant 13 juillet 1920 – 24 janvier 1921 | Vacant 13 juillet 1920 – 24 janvier 1921 | Vacant 13 juillet 1920 – 24 janvier 1921 | Vacant 13 juillet 1920 – 24 janvier 1921 | Vacant 13 juillet 1920 – 24 janvier 1921 | Vacant 13 juillet 1920 – 24 janvier 1921 | Vacant 13 juillet 1920 – 24 janvier 1921 | Vacant 13 juillet 1920 – 24 janvier 1921 | Vacant 13 juillet 1920 – 24 janvier 1921 | Junta de Gobierno de Transición (es) | |        |